# أندريه أندرادي دي كاسترو
أندريه أندرادي دي كاسترو هو لاعب كرة قدم برازيلي في مركزي الدفاع والوسط، ولد في 2 نوفمبر 1991 في ساو باولو في البرازيل. لعب مع أتلتيكو غويانيينسي.

## وصلات خارجية
- أندريه أندرادي دي كاسترو على موقع قاعدة بيانات كرة القدم.إي يو (الإنجليزية)
- أندريه أندرادي دي كاسترو على موقع Soccerway.com (الإنجليزية)